# Mabea montana
Mabea montana är en törelväxtart som beskrevs av Johannes Müller Argoviensis. Mabea montana ingår i släktet Mabea och familjen törelväxter. Inga underarter finns listade i Catalogue of Life.